# Zbigniew Robert Promiński
Zbigniew Robert Promiński, noto anche con lo pseudonimo di Inferno (Tczew, 30 dicembre 1978), è un batterista polacco, membro dei Behemoth dal 1997. Ha collaborato con numerose altre band, come gli Azarath, i Witchmaster, i Damnation, gli Artrosis e i Devilyn.

## Biografia
Sebbene i genitori lo volessero medico, Inferno lascia la facoltà di medicina nel 1997. Nello stesso anno, entra a far parte dei Behemoth. È famoso per essere uno dei batteristi più veloci e precisi nell'ambito black/death. Un esempio molto chiaro ed esauriente lo abbiamo ascoltando le più recenti canzoni dei Behemoth, come Zos Kia Cultus (Here and Beyond) e Slaying The Prophets of Isa dall'album The Apostasy, il cui tempo è 260 bpm.
Inferno usa pedali Czarcie Kopyto, piatti Paiste, batterie Pearl Drums, e bacchette Vic Firth.
Nel 2005, all'età di 27 anni, Inferno, dopo aver ripreso gli studi di medicina, si laurea presso l'università di Varsavia.

## Ispirazioni musicali
Secondo Inferno, i batteristi che più lo hanno ispirato sono stati Skrey Mulchlïch, del gruppo underground svedese Krest, e Mikàl Gurtmor, appartenente al gruppo polacco Shyyrt.

## Discografia

### Con i Behemoth
- 1997 – Bewitching the Pomerania (EP)
- 1998 – Pandemonic Incantations
- 1999 – Satanica
- 2000 – Antichristian Phenomenon (EP)
- 2000 – Live Εσχατον: The Art of Rebellion (video)
- 2000 – Thelema.6
- 2002 – Zos Kia Cultus (Here and Beyond)
- 2003 – Conjuration (EP)
- 2004 – Crush.Fukk.Create: Requiem for Generation Armageddon (video)
- 2004 – Demigod
- 2005 – Slaves Shall Serve (EP)
- 2007 – The Apostasy
- 2008 – At the Arena ov Aion - Live Apostasy
- 2008 – Ezkaton (EP)
- 2009 – Evangelion
- 2010 – Evangelia Heretika (album dal vivo)
- 2014 – The Satanist
- 2014 – Live Barbarossa (album dal vivo)
- 2014 – Xiądz (EP)
- 2015 – Live at the BBC (album dal vivo)
- 2018 – Messe Noire (album dal vivo)
- 2018 – I Loved You at Your Darkest - The Demos (demo)
- 2018 – I Loved You at Your Darkest
- 2019 – O Pentagram Ignis (EP)
- 2020 – Live from Maida Vale (album dal vivo)
- 2020 – Live in Manchester (album dal vivo)
- 2020 – A Forest (EP)
- 2021 – In Absentia Dei (album dal vivo)
- 2022 – Opvs Contra Natvram

### Con i Azarath
- 2000 – Destroy Yourself - Promo 2000
- 2001 – Demon Seed
- 2003 – Infernal Blasting
- 2004 – Death Monsters (split con i Stillborn)
- 2006 – Diabolic Impious Evil
- 2009 – Praise the Beast
- 2011 – Holy Possession (singolo)
- 2011 – Blasphemers' Maledictions
- 2017 – In Extremis
- 2020 – Saint Desecration

### Con i Witchmaster
- 2002 – Masochistic Devil Worship
- 2004 – Hater of Fucking Humans / Blood Bondage Flagellation (split con gli Adorior)
- 2004 – Witchmaster
- 2014 – Antichristus ex Utero (batteria e chitarra)
- 2017 – Razing the Shrines of Optimism (split con i Voidhanger) (batteria nei brani "Permafrost", "Tanz Debil")

### Altri
- 1996 – Damnation - Rebel Souls
- 1997 – Damnation - Coronation
- 2011 – Deus Mortem - Darknessence (EP)
- 2011 – Christ Agony - Nocturn
- 2015 – Nomad - Tetramorph (EP)
- 2018 – Terrestrial Hospice - Universal Hate Speech (EP)
- 2016 – Deus Mortem - Emanations Of The Black Light
- 2020 – Terrestrial Hospice - Indian Summer Brought Mushroom Clouds
- 2020 – Nomad - Transmogrification (Partus)

### Collaborazioni
- 2001 – Artrosis - Ukryty Wymiar (batteria nei brani "Czarno-białe Sny", "Taniec")
- 2001 – Artrosis - W Imię Nocy (batteria nei brani "Ukryty Wymiar", "Crazy", "Hipnoza")
- 2001 – Artrosis - In Nomine Noctis (batteria nei brani "Prośba", "Ukryty wymiar")
- 2003 – Devilyn - The Past Against The Future (batteria nei brani "Deceived Conscience", "Testimony", "The Past Against The Future")